# Лубська Ольга Пилипівна
Лубська Ольга Пилипівна (6.11.1925 — 30.10.2018) — поетеса, журналістка, діячка української діаспори.

## Біографія
Ольга Лубська народилася 6 листопада 1925 року в селі Войтове Згурівського (раніше Березанського) району Київської області. Після закінчення школи вступила до Київського фінансово-економічного технікуму. Весною 1942 вивезена на примус. роботи до Німеччини; перебувала у таборі м. Нюрнберґ, де познайомилася із Г. Китастим, з яким підтримувала творчі стосунки. Після війни навчалася на заочних курсах журналістики в УТГІ (Український технічно-господарський інститут). 1947 р. переїхала з чоловіком і донею Оксаною до Бельгії, там працювала кореспондентом «Українського Самостійника». В 1958 році емігрувала до США, проживала у м. Ґластонбері (шт. Коннектикут). Була постійним кореспондентом часопису «Український самостійник» (Мюнхен). 

Ольга Лубська померла після тяжкої недуги 30 жовтня 2018 року.

## Творчість
Писати вірші розпочала ще зі шкільних років. На олімпіаді в Березані за декламування власного вірша здобула друге місце. Не припиняла писати вірші навіть в Нюрнберзі. Читала їх дівчатам. Трохи згодом було дозволено одержувати і читати часопис «Українець», що виходив у Берліні для остарбайтерів. Ольга надіслала свої твори у видання — і в липні 1943 р. там надрукували її вірш «Думка».

Після переїзду до Бельгії вірші й репортажі друкувалися у виданнях: «Фенікс» (студентський журнал у Європі), «Визвольний шлях», «Нові дні», «Авангард», «Крилаті» (нині виходить в Україні), «Наш світ», «Українські вісті», «Час» (Париж), «Шлях перемоги» (Мюнхен), «Вісті» (Брюссель). Також вірші було опубліковано у газетах «Свобода» (1960, 16 вересня — «До хмар»), «Літературна Україна» (1992, 24 грудня — «Слово про Василя Стуса»), часописах «Сурмач» [Архівовано 11 квітня 2020 у Wayback Machine.] (1996, ч. 4 — «Пісня про мечоносців»), «Київ» (2011, № 6 — «Дорога додому»), «Дивослово» (2012, № 1 — «Приходьте з колядою»), антології української поезії «Слово і зброя» (Торонто, 1968). Деякі вірші Ольги Лубської такі мелодійні, що недарма стали піснями. Музику до них писали Григорій Китастий та Олександр Білаш. Ольга Лубська є автором слів пісні О.Білаша «Будь моєю мрією, будь моєю казкою…», що так часто лунала на українському радіо. 1955 р. у видавництві «Ціцеро» (Мюнхен) побачила світ поетична збірка Ольги Лубської «Колосся шелестить», а 1975 р. у США вийшла іще одна — спільна з донькою Оксаною. Це була книжка для дітей «Каруселя», її проілюструвала Оксана. Донька Ольги Оксана — автор цікавих віршів для дітей, ілюстратор, мистецьке псевдо — Оксана Киянка. Твори матері й доньки включено до найповнішої на сьогодні антології української діаспорної поезії для дітей «Журавлики». У них Ольга постає майстром пейзажної, релігійної, громадянської лірики. В Україні вірші Ольги Лубської друкувалися в журналі «Дзвін» і в газеті «Наша віра». Природа обдарувала її витонченим художнім смаком, вона пильно дослухалася до поетичного слова з України — тоді неймовірно велика відстань їй здавалася коротшою.

Творчий доробок

- 1955 рік — «Колося шелестить» поетична збірка;
- 1975 рік — «Каруселя» (спільно з О.Киянкою) поетична збірка[2].